# سانتا مارينيلا
سانتا مارينيلا، هي (محافظة) في مدينة روما الحضرية في منطقة لاتسيو الإيطالية، وتقع على بعد حوالي 60 كيلومتر (37 ميل) شمال غرب روما. وهي تشمل منتجع Santa Severa الشاطئي (Pyrgi القديمة) وقلعة من القرون الوسطى.

## تاريخ
في العصور القديمة كانت سانتا مارينيلا موقعًا لمنتجع الاستحمام الروماني.

## مناخ
| البيانات المناخية لـمطار روما شيامبينو (altitude: 105 m sl, 13 كـم (8 ميل) south-east from Colosseum 41°47′58″N 12°35′50″E / 41.79944°N 12.59722°E) | البيانات المناخية لـمطار روما شيامبينو (altitude: 105 m sl, 13 كـم (8 ميل) south-east from Colosseum 41°47′58″N 12°35′50″E / 41.79944°N 12.59722°E) | البيانات المناخية لـمطار روما شيامبينو (altitude: 105 m sl, 13 كـم (8 ميل) south-east from Colosseum 41°47′58″N 12°35′50″E / 41.79944°N 12.59722°E) | البيانات المناخية لـمطار روما شيامبينو (altitude: 105 m sl, 13 كـم (8 ميل) south-east from Colosseum 41°47′58″N 12°35′50″E / 41.79944°N 12.59722°E) | البيانات المناخية لـمطار روما شيامبينو (altitude: 105 m sl, 13 كـم (8 ميل) south-east from Colosseum 41°47′58″N 12°35′50″E / 41.79944°N 12.59722°E) | البيانات المناخية لـمطار روما شيامبينو (altitude: 105 m sl, 13 كـم (8 ميل) south-east from Colosseum 41°47′58″N 12°35′50″E / 41.79944°N 12.59722°E) | البيانات المناخية لـمطار روما شيامبينو (altitude: 105 m sl, 13 كـم (8 ميل) south-east from Colosseum 41°47′58″N 12°35′50″E / 41.79944°N 12.59722°E) | البيانات المناخية لـمطار روما شيامبينو (altitude: 105 m sl, 13 كـم (8 ميل) south-east from Colosseum 41°47′58″N 12°35′50″E / 41.79944°N 12.59722°E) | البيانات المناخية لـمطار روما شيامبينو (altitude: 105 m sl, 13 كـم (8 ميل) south-east from Colosseum 41°47′58″N 12°35′50″E / 41.79944°N 12.59722°E) | البيانات المناخية لـمطار روما شيامبينو (altitude: 105 m sl, 13 كـم (8 ميل) south-east from Colosseum 41°47′58″N 12°35′50″E / 41.79944°N 12.59722°E) | البيانات المناخية لـمطار روما شيامبينو (altitude: 105 m sl, 13 كـم (8 ميل) south-east from Colosseum 41°47′58″N 12°35′50″E / 41.79944°N 12.59722°E) | البيانات المناخية لـمطار روما شيامبينو (altitude: 105 m sl, 13 كـم (8 ميل) south-east from Colosseum 41°47′58″N 12°35′50″E / 41.79944°N 12.59722°E) | البيانات المناخية لـمطار روما شيامبينو (altitude: 105 m sl, 13 كـم (8 ميل) south-east from Colosseum 41°47′58″N 12°35′50″E / 41.79944°N 12.59722°E) | البيانات المناخية لـمطار روما شيامبينو (altitude: 105 m sl, 13 كـم (8 ميل) south-east from Colosseum 41°47′58″N 12°35′50″E / 41.79944°N 12.59722°E) |
| الشهر | يناير | فبراير | مارس | أبريل | مايو | يونيو | يوليو | أغسطس | سبتمبر | أكتوبر | نوفمبر | ديسمبر | المعدل السنوي |
| --- | --- | --- | --- | --- | --- | --- | --- | --- | --- | --- | --- | --- | --- |
| متوسط درجة الحرارة الكبرى °م (°ف) | 13.1 (55.6) | 13.3 (55.9) | 14.7 (58.5) | 16.6 (61.9) | 20.5 (68.9) | 23.8 (74.8) | 26.6 (79.9) | 27.4 (81.3) | 24.8 (76.6) | 21.4 (70.5) | 17.1 (62.8) | 14.2 (57.6) | 19.5 (67.1) |
| متوسط درجة الحرارة الصغرى °م (°ف) | 7.4 (45.3) | 7.4 (45.3) | 8.6 (47.5) | 10.7 (51.3) | 14.4 (57.9) | 17.8 (64.0) | 20.6 (69.1) | 21.1 (70.0) | 18.5 (65.3) | 15.4 (59.7) | 11.3 (52.3) | 8.4 (47.1) | 13.5 (56.3) |
| الهطول مم (إنش) | 77.3 (3.04) | 66.7 (2.63) | 56.3 (2.22) | 70.3 (2.77) | 43.8 (1.72) | 25.5 (1.00) | 8.6 (0.34) | 23.4 (0.92) | 63.2 (2.49) | 103.3 (4.07) | 101.0 (3.98) | 72.0 (2.83) | 711.4 (28.01) |
| متوسط أيام هطول الأمطار (≥ 1 mm) | 8.0 | 7.0 | 7.0 | 8.0 | 4.0 | 3.0 | 1.0 | 2.0 | 4.0 | 7.0 | 8.0 | 7.0 | 66.0 |
| ساعات سطوع الشمس الشهرية | 120.9 | 132.8 | 167.4 | 201.0 | 263.5 | 285.0 | 331.7 | 297.6 | 237.0 | 195.3 | 129.0 | 111.6 | 2٬472٫8 |
| المصدر: Servizio Meteorologico, | | | | | | | | | | | | | |

## ثقافه
وامتلكوا الممثلة إنجريد بيرجمان والمخرج روبرتو روسيليني فيلا هناك. وفرقة الغجر البانك Gogol Bordello لديها أيضا أغنية بعنوان «سانتا مارينيلا» عن الوقت الذي أمضاه يوجين هاتز في سانتا مارينيلا بينما كان يحاول الحصول على الهجرة إلى أمريكا.
تشتهر المحافظة بـ «عجلات الهجرة» - وهي وجبة خفيفة تشبه البسكويت اكلها المهاجرون اليهود الروس الذين استقروا هناك مؤقتًا في أواخر الثمانينيات في طريقهم إلى الولايات المتحدة أو إسرائيل.

## المدن المشابهة - المدن الشقيقة
- ليمانو، رومانيا